# Scolopax brachycarpa
La chocha de La Española (Scolopax brachycarpa) es una especie extinta de ave caradriforme de la familia Scolopacidae endémica de la isla de La Española. Pertenece a una radiación insular de las chohas que se extendió por las Grandes Antillas. Otro miembro conocido de esta radiación es la también extinta chocha puertorriqueña (S. anthonyi). Ambas especies comparten más características osteológicas con la chocha perdiz (S. rusticola), de Eurasia, que con la chocha americana (S. minor). 
Fue descrito a partir de restos de Trouing Jean Paul, un yacimiento del Holoceno en una cueva caliza de Haití, donde era la cuarta especie más común entre los fósiles recolectado allí. Sus fósiles datan entre hace 600 y 1600 años, lo que implica 5 milenios después de la primera presencia paleoindio. por ello S. brachycarpa pudo haber sobrevivido a a colonización amerindia de isla, y posiblemente llegara hasta la colonización europea, ya que la avifauna de la isla no se estudió rigurosamente hasta el siglo XIX, cuando S. brachycarpa podría haber sido ya erradicada por las especies invasoras.